# フリードリヒ・カルクブレンナー
フリードリヒ・ヴィルヘルム・ミヒャエル・カルクブレンナー（Friedrich Wilhelm Michael Kalkbrenner、1785年11月2-8日 - 1849年6月10日）は、イングランドとフランスで人生の大半を過ごした、ドイツのピアニスト・作曲家であり、ピアノ教師、またピアノ製造者である。

## 概要
ショパンやタールベルク、リストが現れるまで、カルクブレンナーはイングランド、フランスまたはヨーロッパ全土において、最も知られたピアニストであるとみなされていた。強力なライバルはフンメルただ一人だった。カルクブレンナーは多作家であり、膨大な数のピアノ曲（全部で200曲以上になる）、ピアノ協奏曲、さらにはオペラも作曲した。
父親はカッセル出身のユダヤ系の音楽家、クリスティアン・カルクブレンナー（1755年～1806年）。パリ音楽院で専門教育を受け、間もなく演奏活動に入る。1814年から1823年には、華麗な演奏家や名教師としてロンドンで名を揚げ、その後パリに戻る。1849年にフランスのアンギャン＝レ＝バンにて他界。
19世紀後半になるまで増刷を重ねた「ピアノ奏法の技法」（1831年）を記した彼は、大志を抱くヴィルトゥオーゾの工場とまで呼ばれたパリに飛び込み、遠くは遥かキューバからやってきた数十の生徒たちを教えた。彼の最も優秀な生徒はマリー・プレイエルとカミーユ＝マリー・スタマティであった。スタマティを通じて、カルクブレンナーのピアノ技法はゴットシャルクやサン＝サーンスへと受け継がれた。
イグナツ・プレイエルのピアノ製造会社に入社して、運良く事業と自分の芸術活動を両立させ、彼はこれにより非常に裕福となった。ショパンの《ピアノ協奏曲 第1番》はカルクブレンナーに献呈されている。カルクブレンナーはベートーヴェンの9つの交響曲をピアノ独奏用に編曲しているが、これはリストが同じ試みを行う何十年も前であった。彼は両手での長く急速なオクターブのパッセージを用いたが、今日では19世紀のピアノ曲の中で当たり前に見られるこの奏法は、彼が最初に自らの作品に取り入れたものである。
今日においてカルクブレンナーの名から思い出されるのは、彼の音楽ではなく、彼の行き過ぎた自信過剰ぶりだろう。 彼はモーツァルト、ベートーヴェン、ハイドンの死後、自分こそがこの世に残った唯一の古典派作曲家だと信じて疑わず、またそれをはばかることなく世に知らしめようとした。つましい出自にもかかわらず、彼は終生貴族となる野望を捨てず、ロンドンやパリで貴族階級の者たちと肩をすり合わせては悦に入っていた。カルクブレンナーはもったいぶって、お堅く、大げさな礼儀作法を行う人物として記述されてしまうことには変わりないのであるが、その一方で知的で、商才のある極めて鋭い人物であったとも評される。彼は生前より様々な逸話に事欠かぬ人物で、ドイツの詩人であるハインリヒ・ハイネによって痛烈に風刺されている。 カルクブレンナーほどに逸話や話題の多い作曲家というのも、そうそういないことだろう。
彼の膨大な作品は事実上ほとんど演奏される機会を失ってしまっているが、最近になって彼の小品をレパートリーとして取り上げるピアニストも現れ始めた。彼のピアノ協奏曲（1番と4番）の新録音は2005年にリリースされており、短縮版による1番の旧録音も現在まで入手可能である。2012年には2番と3番のピアノ協奏曲のCDがリリースされた。ピアノ協奏曲の新録音は、いずれもハワード・シェリーの指揮とピアノ、タスマニア交響楽団の演奏によるものである。
ピアノ教師としてカルクブレンナーは、上腕の代わりに指や手の力を保つ奏法を開発し、その技法を門弟カミーユ・スタマティに伝えた。スタマティの弟子がカミーユ・サン＝サーンスである。作曲家としては、夥しい数の作品を残したにもかかわらず、今日では、ピアニストにとって必携の機械的練習曲のような指導書によって名を遺したにすぎない。

## 生涯

### 出生と両親
カルクブレンナーはクリスティアン・カルクブレンナーを父として生まれた。母親の名前は現在までわかっていない。伝えられるところによると、彼は母が郵便馬車でカッセルからベルリンへと向かう旅の途中で生まれたという。カルクブレンナーの誕生日の正確な日付は定められないままとなってしまったが、これは彼の両親がそれを知らなかったからではなく、単に母が旅行中だったためにしかるべき届けを出せなかったことが原因であると考えられる。カルクブレンナーの父は1786年、プロイセンの王妃であるフリーデリケ・フォン・ヘッセン＝ダルムシュタットのカペルマイスターに任用されようとしていた。このため、カルクブレンナーの母がポツダムの王宮でまもなく新しい任務に就こうとする夫に合流するため、ヘッセンからベルリンへの途上にあったのも頷ける。

### 1785-1789年　幼少期とベルリンでの最初の音楽教育
カルクブレンナーにとって、父が最初の師となった。幼い彼の成長は目覚しいものだったに違いない。6歳になるまでには、彼はプロイセン王妃の御前でハイドンのピアノ協奏曲を演奏している。また、8歳の頃には4ヶ国語を流暢に話した。彼に施された教育は特別の、素晴らしく整えられたもので、また周囲の環境はポツダムとラインスベルク城という夢踊るようなものだったはずである。にもかかわらず、カルクブレンナーは終生にわたり当時のベルリンの労働階級の人びとに特徴的な、どぎついベルリン言葉を話したという。

### 1798-1802年　パリ音楽院時代
1798年の終わり、カルクブレンナーはパリ音楽院へ入学した。彼はアルザス出身のピアニストであり作曲家であったルイ・アダンのピアノのクラスで学んだ。ルイ・アダンは、今日ではより有名となっているアドルフ・アダンの父ある。ルイ・アダンは45年にわたり、パリ音楽院で最も影響力のある教授であった。フランス人のピアニストで、ピアノ科の教授であったアントワーヌ・マルモンテルによれば、Louisは自分の生徒に対しバッハ、ヘンデル、スカルラッティ、モーツァルト、クレメンティなどの偉大な先人たちの作品を勉強させたという。これは当時のピアノ教師の中では例外的なことであった。カルクブレンナーは和声と作曲をシャルル・シモン・カテルに師事した。彼はオペラとバレエの作品で知られるフェルディナン・エロルドと同窓生である。カルクブレンナーは成績優秀であった。1800年にピアノの二等賞を獲り（この時一等だったのはピエール・ジメルマンである）、翌年には一等賞を獲っている。1802年の終わりに、さらに勉強を続けるべくパリを離れウィーンに向かった時、彼はまだ完成された芸術家とは言えなかったが、その時までに彼は各分野で覚えある達人たちから、確かな教育を受けていたことになる。

### 1803-1806年　ウィーンでの学びとドイツ演奏旅行
1803年の後半になって、カルクブレンナーはさらに研鑽を積むためウィーンへと赴いた。実のところなぜ彼がこうした行動に出たのかははっきりしないが、彼がウィーン古典派を代表する人物に教えを請うことによって、自分の修練の完成としようとしたのではないかと推測される。いずれにせよ、彼とってそれは容易いことだったに違いない。何しろ、彼自身が母語としてドイツ語を話せる上に、オーストリアの首都でも音楽人として名の通った父の支えがあっただろうからである。
カルクブレンナーはウィーンでアルブレヒツベルガーの対位法の講義を受けた。アルブレヒツベルガーはすでに高齢であったが、オーストリアの音楽理論界では最も高名な人物であり、同時に当時最高の対位法の作曲家であった。さらに、彼はベートーヴェン、ツェルニー、フンメル、モシェレス、ヴァイグル、リースらの師であり、またハイドンの親しい友人でもあった。常に富と名声に目を向けていたカルクブレンナーのような者の履歴書に記載するにあたって、アブレヒツベルガー以外の誰の名なら、より印象的になるだろうか。対位法のレッスンを受ける傍ら、彼はハイドンやベートーヴェンが、彼の最大の宿敵であったフンメルと二重奏を行うのを何度も目にしている。こういう経緯が、カルクブレンナーが残りの人生において、自分自身を最後の古典派作曲家であると位置づけることに、お墨付きを与えたのである。彼は頑なに自分を古い楽派に置こうとした。その古い楽派とは、ベートーヴェン、ハイドン、リース、そしてフンメルの系譜である。
教育課程を修了したカルクブレンナーは、1805年から以降はコンサートピアニストとしてベルリン、ミュンヘン、シュトゥットガルトに姿を現している。

### 1814-1823年　ロンドン時代　ピアニスト、教師、ビジネスマンとして
1814年から1823年にかけて、カルクブレンナーはイングランドに住んでいた。彼は大いに演奏、かつ作曲し、またピアノ教師としての成功を確かなものにしていった。この地でビジネスマンとして抜け目のない人物だった彼は、John Bernald Logierによるある発明品に出会う。それはchiroplastもしくはhand guideと呼ばれるものであった。chiroplastはマホガニーの木でできた二つの平行なレールから成る仕組みであり、脚の上においてピアノにゆるく固定して使用する。この装置は腕の縦方向への移動を制限することで、ピアノ初学者が正しい手の位置を（自ら気付いて）体得する補助器具であった。少年期にこの装置を使って稽古をしたサン＝サーンスはこう述べている
「カルクブレンナーの方法論の序文は、最初に自分の発明に関して述べられており、これが実に興味深い。この発明は鍵盤の前に置かれる棒でできている。この棒の上に前腕を乗せることにより、手の動きを邪魔するようなあらゆる筋肉の動きを抑制した状態にして腕を休ませることが出来る。この仕組みはハープシコードや初期のピアノフォルテのように、少しの圧力で打鍵できる楽器のために書かれた曲をいかに演奏すべきか、若いピアニストに教えるにあたっては素晴らしいものだ。しかし、現代の作品や楽器には適していない」。
便利かどうかは別としても、この珍妙な仕掛けは楽々と成功を収めたのであった。1870年代になっても、ロンドンではchiroplastを買って手に入れることが出来たという記録が複数あるほどだ。1817年にLogierはカルクブレンナーと組み、音楽理論とピアノ奏法を教える協会を設立した。もちろん、chiroplastの助けを借りてである。この特許収入によってカルクブレンナーは金持ちになった。1821年にはモシェレスもまたロンドンに移り住んだ。モシェレスの力強く完成された演奏はカルクブレンナーに多大な影響を与え、彼はロンドンに居る時間を自分の技術をより磨くために使ったのだった。

### 1823-1824年　オーストリアとドイツでの演奏会
1823年と1824年に、カルクブレンナーはフランクフルト、ライプツィヒ、ドレスデン、ベルリン、プラハそしてパリで演奏会を行った。彼は行く先々で、盛大な拍手をもって迎えられた。より広く知られており、ピアニストとしてはカルクブレンナーと同等、そして作曲家としては格上のモシェレスがほぼ同時期に同じ都市を回ったことを考えると、これは大成功だったといえるだろう。この期間に、カルクブレンナーはディアベリのワルツによる変奏曲集への作曲を行っている。

### 1825-1849年　パリ時代　ピアニスト、教師、ピアノ製作者として
カルクブレンナーは裕福になってパリに戻った。ここで彼はプレイエルのピアノ制作会社の出資者となった。この会社はカルクブレンナーが亡くなる時(1849年)までに、評判と生産高の点からエラールに次ぐ類を見ないものに成長した。カルクブレンナーはドイツ生まれではあったが、当代のフランスピアノ界において五本の指に入るような実力者となっていた。1830年代が彼の絶頂期であった。彼のピアニスティックな実力はその頂点にあり、彼の超絶技巧は1833年、1834年、1836年に訪れたハンブルク、ベルリン、ブリュッセルや他の都市でも熱狂を巻き起こしたのだ。リストやタールベルクが頭角を現すようになって以降、カルクブレンナーの名声は翳っていった。彼は自分がピアニストとして失った評判を埋め合わせるように、自分よりずっと若い女性との幸せな結婚をした。彼女はアンシャン・レジームにおける貴族の遺産を受け継ぐ、裕福で名のあるフランスの令嬢であった。夫妻は貴族流に振舞うのを楽しみ、1830年代にブルボン王朝が復活したようなものとして出来る真似事はやり尽くした。彼はアンギャン＝レ＝バンでコレラに罹り、自ら治療を試みたものの1849年に他界した。

## 著名な門下生
カルクブレンナーを同時代のテオドル・レシェティツキと同様の括りにするのは適切でないかもしれない。しかし、彼はごくわずかの生徒しか取らず、しかもその中から複数の優れたピアニストや、さらに作曲家としても活躍した者が出たのは事実である。カルクブレンナーの弟子の中でも輝く存在であった、スタマティに付いて学んだアラベラ・ゴダードとカミーユ・サン＝サーンスを通じて、カルクブレンナーの影響は20世紀の前半まで色濃く残っていたのである。以下がカルクブレンナーの著名な弟子の一覧である。
- コルネリウス・アーブラーニイ（英語版） (1822-1903)：ハンガリー人のピアニスト、作曲家であり、同郷であるフランツ・リストの生涯の友であった。1843年から1844年にかけてカルクブレンナーの下で学び、同時期にショパンにも習っていた。彼は1845年に祖国ハンガリーに帰郷し、作曲とハンガリー国立作曲学院の設立に身を捧げた。
- アラベラ・ゴダード (1836-1922)：イギリス人のピアニスト。彼女は6歳の時からカルクブレンナーに付いて修行し、またタールベルクのレッスンも受けていた。彼女は1854年から1855年にドイツ、イタリアに演奏旅行を行っている。また後年はアメリカ、オーストラリア、インドにもツアーに赴いている（1873年-1876年）。ハロルド・C・ショーンバーグは彼女のことを1853年から1890年にかけて、英国で最も重要なピアニストであったと述べている[19] 。彼女は1853年のロンドンデビューにおいて、ベートーヴェンのハンマークラヴィーア・ソナタを暗譜で弾いているが、これは当時としては相当に大胆な試みであった[19]。
- イグナース・レイバック（英語版） (1817-1891)：アルザスのピアニスト、作曲家。彼はパリでピクシス、カルクブレンナー、ショパンに習い、1844年にトゥールーズの大聖堂のオルガニストになっている。
- Marie-Felicite-Denise Pleyel (1811-1875)：ドイツ人の母とベルギー人の父の間に生まれたピアニスト。彼女はエルツ、モシェレス、カルクブレンナーの指導を受けた。15歳になるまでには、彼女の見事な技術はベルギー、オーストリア、ドイツ、そしてロシアでセンセーションを巻き起こしていた。彼女は独身の頃、ベルリオーズに激しく言い寄られていた（1830年）。1848年から1872年の間、彼女はブリュッセル音楽院のピアノ科教授であった。
- ルートヴィヒ・シュンケ (1810-1834)：ドイツ人のピアニスト。彼はホルン奏者であった父のヨハン・ゴットフリート・シュンケ（ドイツ語版）（1777-1840）に付いて学んだ。パリに出てからは、彼はカルクブレンナーとアントニーン・レイハの弟子となった。彼は1833年にライプツィヒに居を構え、ロベルト・シューマンの親しい友人となった。彼は新音楽時報（訳注：シューマンが創刊した音楽雑誌）の共同設立者である。
- カミーユ＝マリー・スタマティ (1811–1870)：フランス人ピアニスト、教師でピアノ音楽、練習曲の作曲家。彼は19世紀パリにおいて、秀でたピアノ教師であった。彼の最も有名な門下生はゴットシャルクとサン＝サーンスである。
- トマス・テレフセン (1823–1874)：ノルウェイ人のピアニスト、作曲家。1842年にパリに入った彼は、カルクブレンナーに教えを請うた。1844年にはショパンの生徒となり、1848年にはショパンを伴ってイングランドとスコットランドを訪れている。彼はショパン作品のある版を出版しており、パリやスカンディナビアの国々でショパンの作品を演奏会に取り上げている。

## 逸話

### ゴットシャルク：天才児（1828年）の父
アメリカ人のピアニスト、作曲家である彼が、故郷のニューオーリンズからパリに来たのは1843年だけであったが、彼がこれを知ることになったのも偶然ではない。ゴットシャルクがパリのサロンで聞いたのであろうその話は、カルクブレンナーの豪快な人物像を語る数ある逸話のうちの一つである。彼は1864年のカナダへの悲惨な演奏旅行の間、ホテルや列車の客室でパリを懐かしみながらこう記した。
「カルクブレンナーには息子がおり、彼はその子を自分の名声を継ぐ者にしたいと願っていた。しかし、息子は子どもの頃こそ天才的な才能を見せたものの、それを捨てて巨大な無能となってしまった。フランスの王宮の前で当時8歳の息子の即興演奏の自慢を吹聴したところ、王がその素晴らしい発想力を耳にしてみたいと所望なさった。子どもはピアノの前に座って数分演奏したが、突然パタリと中断して父親の方を振り返り、無邪気に言ったのだった。「パパ、この先を忘れちゃったよ―」

### ショパン：生徒になりかける（1831年）
1831年の秋と冬の数週間の間、彼に熱狂したショパンは、真剣にカルクブレンナーの弟子になりたいと考えていた。しかしカルクブレンナーは、ショパンに自分の下で3年修行することを要求した。ショパンは自分が彼の下で学ぶべきかどうか熟考を重ね、それがショパンの故郷ポーランドとパリの間で行き交った書簡として残っている。
1831年11月27日、ワルシャワのユゼフ・エルスネル（ショパンのピアノの師）からパリのショパンへ：君の手紙で、君が言うように一番のピアニストのカルクブレンナーが、君をそんなに親切に受け入れてくれようとしていると知って、私は嬉しいよ。私は彼の父と1805年のパリで知り合ったのだが、その時まだほんのちびっ子だった息子は、既に第一級のヴィルトゥオーゾとして有名だったものだ。彼が君を彼の芸術の不思議の中に導いてくれることを了承してくれるのは実に喜ばしいのだが、それに3年もの時間を要求したと聞いたのは驚きだった。彼は君に初めて会って演奏を聴いて、君が彼の方法論に順応するのにそれだけの時間がかかると考えたのだろうか。それとも君が自分の音楽的才能をピアノだけに捧げたがっているとか、君が作曲をピアノ曲だけにとどめたがっているとでも思ったのだろうか。
1831年12月14日、パリのショパンからワルシャワのヨゼフ・エルスネルへ：3年もの修行というのはあまりに多すぎると、カルクブレンナー自身も私の演奏を数回聞いた後認めています。エルスネル先生、このことからわかるでしょう、あの本物のヴィルトゥオーゾには嫉妬心などかけらもないということを。もし私が思い描いているような結末になるのだと確信が持てるのであれば、私は3年の修行をすると決心できます。一つ、私の心の中で非常に明確なことがあります。「自分はカルクブレンナーのコピーにはならない」ということです。彼は新しい芸術の時代を作るという、大胆かもしれませんが誠実な私の結論を壊すべきではありません。もし私が今、これ以上のレッスンを受けるとしても、それは将来私が独立できるようになるというだけのことです。
1831年12月16日、パリのショパンからポーランドのTitus Woyceichowskiへ：私は自分がカルクブレンナーと同じくらい上手く弾けていると言えたら、と思います。彼はパガニーニとは全く別の形で完璧です。カルクブレンナーの魅力的なタッチ、静かさ、そして演奏の技量は筆舌に尽くしがたいものです。どの音符からも彼が大家であることが伝わってきます。彼は真に巨大で、他のどの芸術家も小さくしぼんで見えるのです。・・・私はカルクブレンナーの演奏を大いに楽しみました。彼は私に弾いて聞かせているとき、止まってしまうほどのミスを犯したのですが、そこからの軌道修正は実に見事なものでした。その時会って以来、私たちは毎日のように会っています。彼が私の元へ来ることもあれば、私が行くこともあります。彼は私に3年間自分の下で修行すれば、偉大な芸術家にしてやると提案してきました。私は自分の至らない点はよく分かっていますが、あなたの真似はしたくありませんし、3年間は私にとっては長すぎます、と返事をしました。・・・ですが、多くの友人たち は私に、レッスンを受けない方がいいと助言してきました。彼らは、私がカルクブレンナーと同様に上手く演奏できるし、彼は虚栄心から私を弟子にしたいだけだと考えています。おかしなことです。カルクブレンナーは誰とでも関わろうとするわけではないので、人としてはさほど慕われているわけではありません。しかし音楽を解するものであれば、誰もが彼の才能を認めなければならないはずです。彼には、私がこれまで聴いたヴィルトゥオーゾ達の誰よりも優れた点があると保証します。私は両親に同じことをいいましたが、二人ともよくわかってくれました。しかしエルスネル先生はダメでした。彼は、カルクブレンナーが嫉妬心から私の演奏のあら探しをするのだと考えています。

### チャールズ・ハレ：生徒になりかける（1836年）
独、英国系のピアニスト、指揮者でハレ管弦楽団の創始者であるチャールズ・ハレは、17歳の少年期にカルクブレンナーの元を訪れレッスンについて問い合せた。当初、彼は本気でカルクブレンナーの弟子になりたいと思っていたのであるが、その有名人に実際出会うと気持ちが変わってしまった。
カルクブレンナーとフンメルは当時偉大なピアニストであると認知されていたし、数年前にはショパンすらカルクブレンナーに弟子入りしたいとパリを訪れていた。だから私は非常にビクビクしながら彼に会いに行って、彼にもう弟子を取るつもりはないといわれた時は大きなショックを受けた。しかし、彼は私に何か弾いてみろと言って、その演奏に注意深く耳を傾けた後、私に何点か不快な指摘をして彼の弟子の一人のレッスンを受けた方がいいと助言してきた。私が帰ろうとする頃、彼は参考になるだろうからと言って演奏して聴かせてくれるという。私は是非にとお願いし、彼が座って自作を弾き始めるのをワクワクして見ていた。しかし"Le Fou"というその作品はこれまでの中でもいかにもありがちで凡庸の極みだった。私は彼のスケールやレガートの華麗さと美しさを賞賛しはしたものの、それ以外には期待以下だった彼の演奏に惹かれる要素はなかったし、ミスタッチをいくつか見つけて不思議に思っていた。

### クララ・シューマン：「甘い微笑み」（1839年）
作曲家ロベルト・シューマンの妻であり、自身も傑出したピアニストであり作曲家でもあったクララ・シューマンは、1839年に数ヶ月パリで過ごしていた。彼女は何人ものパリ在住のピアニストに会っており、カルクブレンナーもその一人であった。彼女は実家にいる、父でピアノ教師であったフリードリヒ・ヴィークに宛てた手紙にこう綴っている。
昨日カルクブレンナーの六重奏曲が演奏されたのですが、ひどい出来で、つまらない、くだらない、霊感のかけらもないような作品でした。もちろんカルクブレンナーは甘い微笑をたたえて最前列に陣取り、自分自身とその創作にすっかり満足していましたが。彼は常にこう言っているかのようです。「おお神よ、私と全ての人類はあなたに感謝いたします。私のような頭脳を与えてくださったことを」（Probstの言ってることと解釈って、結構当たってませんか）

### ハイネ：「泥に落ちたボンボン菓子」
ドイツ人の詩人で風刺家のハインリヒ・ハイネはLetters on Music from Paris(1840-1847)の中で、フランスの首都での音楽体験と音楽家についてウィットを効かせて書き記している。カルクブレンナーはハイネの有名な風刺の中で何回か槍玉にあげられている。
カルクブレンナーはこの冬、ある弟子の演奏会に再び姿を現した。彼の口元にはやはり、最近博物館で目にしたあるエジプトのパラオのミイラと同じように、保存処理されたかのような爽やかな微笑みがあった。25年越しにカルクブレンナーは最近ロンドンを訪れ、彼が最初に成功を収めたその地で、偉大な名声の実りを摘み取ってきた。彼が首を折らずに帰ってこれてよかった。これで、カルクブレンナーが長い間イングランドを避けていたのは、そこに二重婚の不貞罪が絞首刑になるという危ない法律がはびこっているからだという、おかしな話をもう信じなくてもよくなった 。Koreffは小奇麗なほど機智に富んだ様子でこう言った。彼は泥の中に落ちてしまったボンボン菓子のようだ、と。

### マルモンテル：無料の魚（1844年）
ある日、カルクブレンナーは名士会のある一団に夕食を振舞ったが、その中には著名な芸術家も何人か含まれていた。最初の一品の立派な魚がゲスト達の目を引いた。彼らはカルクブレンナーに、どこでこんな美しい食材を手に入れたのかたずねた。カルクブレンナーは嬉しくなって喋りすぎてしまった。彼はその朝、自らパリの有名な市場に最高の新鮮な魚を探しに行ったそうだ。今ゲストが食している魚に目をつけたのは良かったが、魚屋がすでにそれをある司祭のお付の料理人に譲る約束をしたと知って悲しみに沈んだという。途方にくれたカルクブレンナーだったが、カードを引き当てた。それを魚屋に手渡そうとした時、その妻が叫んだのだ。まぁ、あなたはあの有名な巨匠のカルクブレンナーじゃない！こうなったらこの魚はあなたに譲るわ、お代も一切いただかなくてもいいから。

### ゴットシャルク：「古典的作品」（1845年）
アメリカ人のピアニスト、ゴットシャルクはカルクブレンナーの代理教師であり、彼の方法論を受け継ぐスタマティの弟子だった。ゴットシャルクがサル・プレイエルでショパンのピアノ協奏曲第一番を弾いてデビューした時、カルクブレンナーも客席にいた。演奏会の後、ショパンが楽屋に来てゴットシャルクの成功を称えた。カルクブレンナーは自分のような偉人がまだデビューしたての者に会ってやるのだから、自分が楽屋に行くのではなく、ゴットシャルクが自ら自分に会いに来るようにと言った。ゴットシャルクは義理堅くも、翌日その言葉に従った。その彼らの思い出深い出会いについて、ゴットシャルクは以下のように語っている。
1844年まだ若かった私は、パリで当時有名だったピアニストを皆招待して夜会を行い、その中にはカルクブレンナーもいた。私はショパンのピアノ協奏曲第一番ホ短調、タールベルクの"セミラーミデによる幻想曲"、リストの"悪魔ロベールによる幻想曲"を弾いた。翌日私は聴きにきてくれたことへの感謝の意を伝えるため、カルクブレンナーの元を訪れた。この気配りにより、新しい楽派がものを知ろうとすることを許さなかった、この普段気難しい性質の老ピアニストをいくらか懐柔することが出来た。彼は私の手を取り、恩着せがましくこう言った。「表現はいい。他には何も驚くべきところはないな。君は私の孫だ（彼の弟子であるStamatyのことを暗に言っている）。しかし、お願いだ、誰があんな音楽を弾くように言ったのかね。ショパンだなんて！私は君を許しはしないぞ。だが、リストとタールベルク、なかなかの狂詩曲だな！ところでなぜ私の作品を演奏しなかったのかね。どの曲も美しいし、誰もが喜ぶ、それに古典的だぞ。」